# Riskni to s Polly
Riskni to s Polly (v anglickém originále Along Came Polly) je americká filmová komedie z roku 2004. Režisérem filmu je John Hamburg. Hlavní role ve filmu ztvárnili Ben Stiller, Jennifer Aniston, Debra Messing, Hank Azaria, Philip Seymour Hoffman a Alec Baldwin. 

## Obsazení
| Ben Stiller            | Reuben Feffer  |
| Jennifer Aniston       | Polly Prince   |
| Debra Messing          | Lisa Kramer    |
| Philip Seymour Hoffman | Sandy Lyle     |
| Alec Baldwin           | Stan Indursky  |
| Hank Azaria            | Claude         |
| Missi Pyle             | Roxanne        |
| Bryan Brown            | Leland Van Lew |